# Вибори до Кіровоградської обласної ради 2015
Вибори до Кіровоградської обласної ради 2015 — вибори депутатів Кіровоградської обласної ради, які відбулися 25 жовтня 2015 року в рамках проведення місцевих виборів у всій країні.
Вибори відбулися за пропорційною системою, в якій кандидати закріплені за 64 виборчими округами. Для проходження до ради партія повинна була набрати не менше 5% голосів.

## Кандидати
Номери партій у бюлетені подані за результатами жеребкування:
| Номер у бюлетені | Назва                                 | Кількість кандидатів | Перший номер                         |
| ---------------- | ------------------------------------- | -------------------- | ------------------------------------ |
| 1                | ВО «Батьківщина»                      | 64                   | Чорноіваненко Олександр Анатолійович |
| 2                | Аграрна партія України                | 19                   | Романов Олексій Петрович             |
| 3                | «Громадський рух „Народний контроль“» | 8                    | Шмідт Валентин Вікторович            |
| 4                | «Об'єднання „Самопоміч“»              | 34                   | Погребнюк Артем Анатолійович         |
| 5                | «Опозиційний блок»                    | 64                   | Ларін Сергій Миколайович             |
| 6                | «Наш край»                            | 60                   | Чудний Олександр Васильович          |
| 7                | ВО «Свобода»                          | 63                   | Степура Ігор Станіславович           |
| 8                | «Блок Петра Порошенка „Солідарність“» | 64                   | Райкович Андрій Павлович             |
| 9                | «Соціалісти»                          | 10                   | Луценко Віктор Олександрович         |
| 10               | Радикальна партія Олега Ляшка         | 61                   | Бевзенко Михайло Валентинович        |
| 11               | Партія пенсіонерів України            | 50                   | Ковальчук Микола Михайлович          |
| 12               | УКРОП                                 | 65                   | Бєжан Михайло Михайлович             |

## Результати
| Місце | Партія                                | % голосів | Кількість голосів | Зміна % 2015 до 2010 | Усього місць |
| ----- | ------------------------------------- | --------- | ----------------- | -------------------- | ------------ |
| 1     | «Блок Петра Порошенка „Солідарність“» | 20,42 %   | 69 403            | ▲ +18,11 %           | 14           |
| 2     | ВО «Батьківщина»                      | 19,43 %   | 66 031            | ▲ +5,11 %            | 14           |
| 3     | «Опозиційний блок»                    | 18,63 %   | 63 305            | ▼ -15,36 %           | 13           |
| 4     | Радикальна партія Олега Ляшка         | 8,45 %    | 28 722            | —                    | 6            |
| 5     | УКРОП                                 | 7,19 %    | 24 432            | —                    | 5            |
| 6     | «Об'єднання „Самопоміч“»              | 6,11 %    | 20 775            | —                    | 4            |
| 7     | ВО «Свобода»                          | 5,13 %    | 17 428            | ▲ +3,71 %            | 4            |
| 8     | «Наш край»                            | 5,11 %    | 17 370            | —                    | 4            |
| 9     | Партія пенсіонерів України            | 3,3 %     | 11 208            | —                    | —            |
| 10    | Аграрна партія України                | 2,88 %    | 9775              | ▲ +2,33 %            | —            |
| 11    | «Громадський рух „Народний контроль“» | 2,46 %    | 8356              | —                    | —            |
| 12    | «Соціалісти»                          | 0,89 %    | 3031              | ▼ -1,33 %            | —            |
|       | Усього голосів за партії              | 100 %     | 339 836           |                      | 64           |
|       | Недійсні                              | 4,65 %    | 16 590            |                      |              |
|       | Усього (явка 46,61 %)                 | —         | 356 442           |                      |              |